# NGC 2332
NGC 2332 is een lensvormig sterrenstelsel in het sterrenbeeld Lynx. Het hemelobject werd op 28 december 1790 ontdekt door de Duits-Britse astronoom William Herschel.

## Synoniemen
- UGC 3699
- MCG 8-13-79
- ZWG 234.75
- PGC 20276